# Eric Persson

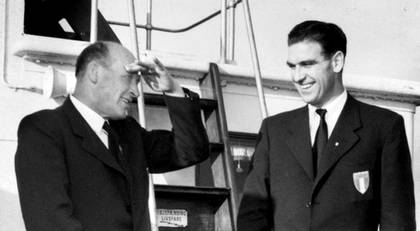
Persson (l.) mit Sture Mårtensson (1949)

Eric „Hövdingen“ Persson (* 19. April 1898 in Malmö; † 9. Juni 1984 ebenda) war ein schwedischer Sportfunktionär. Zwischen 1937 und 1975 amtierte er als Präsident des Malmö FF und war zudem zeitweise in die Arbeit des Svenska Fotbollförbundet involviert. Er wirkte wesentlich in der Entwicklung des Vereins sowie des schwedischen Fußballs mit. Als Mitglied des Auswahlkomitees der schwedischen Nationalmannschaft (Uttagningskommitté) war er insbesondere für den Mannschaftskader bei der Weltmeisterschaft 1958 verantwortlich, als die Landesauswahl ihren bis dato größten Erfolg feierte und Vize-Weltmeister wurde. 2004 fand er Aufnahme in die SFS Hall Of Fame.

## Werdegang
Persson wuchs als Sohn eines Malers im Malmöer Arbeiterviertel Torpgatan auf. Nachdem er zunächst in der Betriebsfußballmannschaft der lokalen Schokoladenfabrik gespielt hatte, wurde er 1927 Mitglied des Malmöer FF. Da er sich als Organisationstalent hervortat wurde er bereits zwei Jahre später in den Vorstand des Vereins unter dem Vorsitzenden Fritz Landgren gewählt. Während der der Oberklasse zugehörige Lokalrivale IFK Malmö bereits längere Zeit in der Allsvenskan spielte, stieg Malmö FF erst 1931 in die höchste Spielklasse auf und etablierte sich nach dem Abstieg des Konkurrenten dort als Nummer eins in der Stadt. Im Laufe der Spielzeit 1933/34 deckte der schwedische Verband beim Malmö FF Zahlungen an die Spieler und damit einen Verstoß gegen das Amateurprinzip auf. Gerüchte besagen, dies geschah auf Anweisung des Lokalrivalen, so dass sich Persson zeitlebens negativ über den IFK Malmö äußerte. Als Bestrafung wurde der Verein in die Zweitklassigkeit zwangsversetzt und Landgren als Präsident abgesetzt. Unter dem Präsidenten C. E. Eriksson kehrte der Klub bereits 1936 in die Allsvenskan zurück.
1937 beerbte Persson Eriksson als Präsidenten von Malmö FF und verpflichtete Harry Lundahl als neuen Trainer. Unter dessen Leitung setzte sich die Mannschaft in der ersten Liga fest und holte 1938 mit Spielern wie Sture Mårtensson, Helge Bengtsson und Ove Karlsson die Distriktmeisterschaft von Schonen. 1942 wurde Persson Vorsitzender des Föreningen Svenska Serien und ein Jahr später Mitglied im Vorstand des schwedischen Verbandes. Damit war er wichtigster Interessenvertreter der Allsvenskan beim Verband.
In den folgenden Spielzeiten entwickelte sich der Verein unter Leitung von Persson, der parallel zu seiner Vorstandstätigkeit als Teamchef fungierte, zu einem der führenden Klubs in Schweden. Unter der Leitung des ehemaligen Spielers Sven Nilsson als Trainer gewann die Mannschaft um Börje Tapper, Sture Mårtensson, Egon Jönsson, Helge Bengtsson und Kjell Rosén am Ende der Spielzeit 1943/44 mit fünf Punkten Vorsprung auf die dahinter platzierten IF Elfsborg und AIK den ersten Meistertitel der Vereinsgeschichte. Mit dem Gewinn des Landespokals gegen IFK Norrköping im selben Jahr holte der Klub zudem das zweite Double im schwedischen Fußball nach Helsingborgs IF drei Jahre zuvor. Während der IFK Norrköping bis zum Ende des Jahrzehnts die Meisterschaft dominierte, gewann Malmö FF 1946 und 1947 zwei weitere Mal den Pokalwettbewerb. Damit avancierte er zum Rekordpokalsieger, den Titel konservierte der Klub anschließend (Stand: Saisonende 2010).
Plakat zur dritten Meisterschaft des Vereins 1950

Link zum Bild

(Bitte Urheberrechte beachten)
1947 verpflichtete Persson den ungarischen Trainer Kálmán Konrád, der die Spielweise modernisierte. Nach vier Meistertiteln durchbrach Malmö FF am Ende der Spielzeit 1948/49 die Dominanz des IFK Norrköping, der infolge des Olympiasieges im Fußball 1948 einige Spielerabgänge in südeuropäische Profiligen zu verzeichnen hatte. In den beiden anschließenden Spielzeiten gewann der Klub jeweils erneut die Meisterschaft und stellte dabei mehrere Rekorde auf. In der Spielzeit 1949/50 gewann der Klub 20 seiner 22 Spiele und blieb dabei ohne Niederlage, so dass die Mannschaft 15 Punkte Vorsprung auf den Vizemeister Jönköpings Södra IF herausspielte. Bis zum letzten Spieltag der folgenden Spielzeit war sie insgesamt 49 Ligaspiele in Folge verteilt auf drei Spielzeiten ohne Niederlage, ehe ausgerechnet der Absteiger AIK die Serie beendete.
Zwischen 1949 und 1954 gehörte Persson erstmals zum Auswahlkomitee der schwedischen Nationalmannschaft. Folglich war es angesichts der Erfolge der von ihm angeleiteten Vereinsmannschaft nur konsequent, dass bei der Weltmeisterschaft 1950 neun der 22 Spieler dem Kader des Klubs aus Schonen entstammten. Da auch hier die Nationalmannschaft sowie zwei Jahre später beim Fußballwettbewerb der Olympischen Spiele 1952 als jeweils Dritter erfolgreich war, ergab sich auch beim Malmöer Klub ein Exodus einzelner Spieler nach Südeuropa. Hatte er 1956 sein Amt beim Föreningen Svenska Serien niedergelegt, gehörte er ab dem folgenden Jahr im Vorfeld der Weltmeisterschaft 1958 wieder zum Auswahlkomitee der Nationalelf, das er fortan als Vorsitzender leitete. Auch auf Vereinsebene engagierte er sich vor dem Turnier und trieb den Bau des Malmö Stadion voran, das im Anschluss an das Turnier neue Heimstätte des Klubs wurde. Im Verbund mit Carl-Elis Halldén vom IFK Norrköping, Einar Jonasson von IF Elfsborg und Acke Bergqvist vom AIK war er schließlich für die Zusammenstellung des Kaders für die Weltmeisterschaftsendrunde zuständig. Nach diplomatischen Entscheidungen fanden sich zwei Spieler von Malmö FF im Kader, nachdem der schwedische Sportverband das Amateurstatut gelockert hatte und erstmals Spieler aus südeuropäischen Ligen für die Nationalmannschaft nominiert werden durften. Die vom Engländer George Raynor im Turnierverlauf trainierte Mannschaft um die Auslandsprofis Kurt Hamrin, Nils Liedholm, Arne Selmosson, Lennart Skoglund und Bengt Gustavsson erreichte das Endspiel, das gegen Brasilien verloren ging.
Bis zur verpassten Teilnahme an der Weltmeisterschaft 1962 leitete er das Auswahlkomitee, anschließend verpflichtete der Verband mit Lennart Nyman erstmals einen hauptverantwortlichen Nationaltrainer. Auch auf Vereinsebene trat er ab 1962 kürzer und übergab das Amt des Teamchefs an der vormaligen Spieler Helge Bengtsson. 1964 verpflichtete der Klub mit dem Spanier Antonio Durán einen neuen Trainer, der mit der Etablierung des 4-2-4-Systems für einen Innovationsschub im schwedischen Fußball sorgte. War die Mannschaft von Malmö FF am Ende der Spielzeit 1964 aufgrund eines weniger geschossenen Tores gegenüber dem punktgleichen Konkurrenten Djurgårdens IF an der Meisterschaft knapp vorbeigeschlittert, holte sie in der folgenden Spielzeit den sechsten Meistertitel der Vereinsgeschichte. Mit der Mannschaft um Spieler wie Prawitz Öberg, Bo Larsson, Roland Andersson, Ingvar Svahn, Staffan Tapper und Krister Kristensson holte der Klub bis 1971 noch drei weitere Mal den Von-Rosens-Pokal für die schwedische Landesmeisterschaft sowie 1967 bei der Wiederaufnahme des Landespokals diesen Wettbewerb.

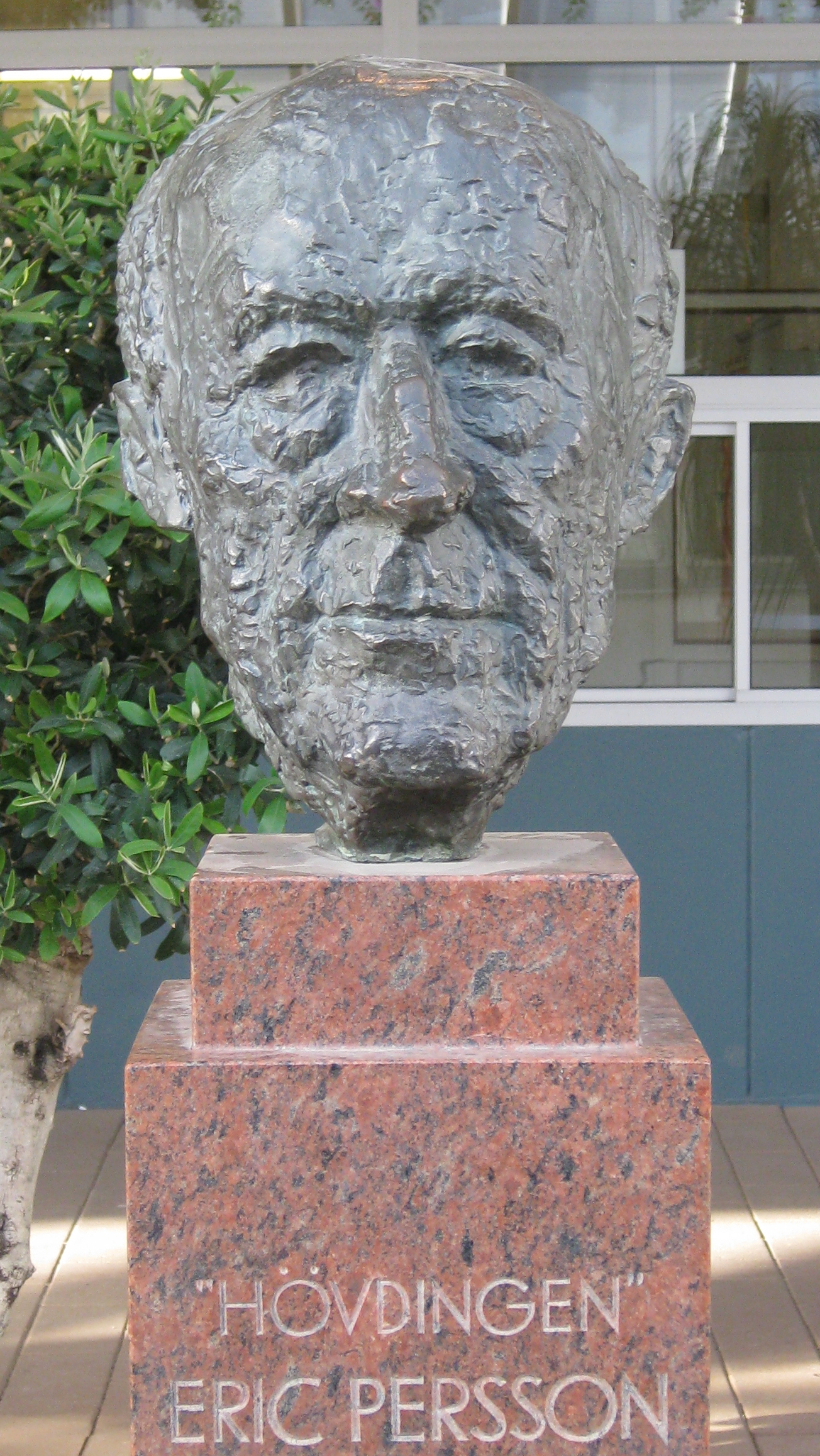
Büste zu Ehren von Persson vor dem Malmö Stadion

Ab 1965 engagierte sich Persson auch international und übernahm die Leitung des Intertoto-Cups, die er bis 1974 innehatte. Im selben Jahr holte er mit dem Engländer Bob Houghton abermals eine Trainerpersönlichkeit nach Schweden, die den dortigen Fußball voranbrachte. Unter dessen Leitung holte der Klub 1974 sowie 1975 weitere Meistertitel. 1975 trat Persson von seinem Präsidentenamt zurück und übergab die Amtsgeschäfte bei Malmö FF an Hans Cavalli-Björkman. Unter seiner Leitung hatte der Klub elf Meistertitel sowie neun Pokalsiege errungen. Unter Houghton erreichte der Verein später das Endspiel des Europapokals der Landesmeister 1978/79 – als erste schwedische Mannschaft in einem europäischen Finale – und trat im Weltpokal an.